# Pinconning
Pinconning es una ciudad ubicada en el condado de Bay en el estado estadounidense de Míchigan. En el Censo de 2010 tenía una población de 1307 habitantes y una densidad poblacional de 0,59 personas por km².

## Geografía
Pinconning se encuentra ubicada en las coordenadas 43°51′25″N 83°57′53″O / 43.85694, -83.96472. Según la Oficina del Censo de los Estados Unidos, Pinconning tiene una superficie total de 2211.85 km², de la cual 2209.25 km² corresponden a tierra firme y (0.12%) 2.59 km² es agua.

## Demografía
Según el censo de 2010, había 1307 personas residiendo en Pinconning. La densidad de población era de 0,59 hab./km². De los 1307 habitantes, Pinconning estaba compuesto por el 96.48% blancos, el 0.69% eran afroamericanos, el 0.15% eran amerindios, el 0.31% eran asiáticos, el 0% eran isleños del Pacífico, el 0.31% eran de otras razas y el 2.07% pertenecían a dos o más razas. Del total de la población el 3.6% eran hispanos o latinos de cualquier raza.